# Victoria Ruffo
Victoria Ruffo, właśc. Maria Victoria Eugenia Guadalupe Martínez del Río Moreno-Ruffo (ur. 31 maja 1962 w Meksyku) – meksykańska aktorka. Ruffo, nazwisko, którym się posługuje jest nazwiskiem jej dziadka.

## Życiorys
Victoria Ruffo zaczęła aktorską karierę w 1980 telenowelą Conflictos de un Médico, pod kierownictwem reżysera Ernesta Alonso, następną jej telenowelą była Al Rojo Vivo, gdzie występowała z Soulem Murielem, Silvią Pasquel i z innymi znanymi aktorami. W 1983 roku Valentin Pimstein dał jej szansę na stanie się gwiazdą, rolą głównej aktorki w serialu La Fiera.
Po obserwacji jej możliwości aktorskich, Ernesto Alonso zaoferował jej główne role w telenowelach: Victoria i Simplemente María, co przyniosło jej sławę.
Jej ostatnie telenowele: "Abrazame Muy Fuerte" i telenowela z 2005 roku, "La Madrastra," okazały się znakomitymi osiągnięciami.
W latach 90. było głośno o jej przyjaźni z komikiem Eugenio Derbezem, którego ostatecznie poślubiła. Związek ten, mimo narodzin syna, zakończył się rozwodem motywowanym "niezgodnością charakterów".
W 2001 roku Ruffo wyszła za mąż za polityka Omara Fayada z którym ma bliźnięta, chłopca i dziewczynkę.
Jest siostrą aktorki Gabrieli Ruffo. Ich dziadek pochodził z Włoch.

## Filmografia
- Cita a Ciegas (2019) ... Maura
- Las Amazonas (2016) ... Inés Huerta
- La Malquerida (2014) ... Cristina Maldonado Reyes de Domínguez
- Corona de lágrimas (2012) ... Refugio Chavero
- Triumf miłości (Triunfo del Amor) (2010) ... Víctoria Sandoval
- En Nombre del Amor (2008) ... Macarena Espinoza
- Victoria (2007) serial .... Victoria Santiesteban de Mendoza
- La Madrastra (2005) serial .... María Fernández Acuña
- W niewoli uczuć (Abrázame Muy Fuerte) (2000) serial .... Cristina Álvarez Rivas de Rivero
- Vivo por Elena (1998) serial .... Elena Carbajal
- Pobre Niña Rica (1995) serial .... Consuelo Villagrán García-Mora
- Capricho (1991) serial .... Cristina Aranda
- Simplemente María (1989) serial .... María López
- Yo el Ejecutor (1989)
- Victoria (1987) serial .... Victoria Martínez
- Un Hombre Violento (1986) .... Susana
- Juana Iris (1985) serial .... Juana Iris
- La Fiera (1983) serial .... Natalie Ramírez
- De Pulquero a Millonario (1982)
- En Busca del Paraiso (1982) serial .... Grisel
- Quiéreme Siempre (1982) TV Series .... Julia
- Una Sota y un Caballo (1982) .... Mari Carmen Sierra
- El Hombre Sin Miedo  (1980) .... Laura Aparicio
- Perro Callejero (1980)
- Al Rojo Vivo (1980) serial .... Pilar Alvarez
- Conflictos de un Médico (1980) serial
- Ángel del Silencio (1979)
- Discoteca es Amor (1979)